# Подгорица (железнодорожная станция)
Подгорица (черног. Жељезничка станица Подгорица) — железнодорожная станция, расположенная в столице Черногории Подгорице примерно в 1 километре к юго-востоку от центра города. Это единственная железнодорожная станция на территории столицы государства, она является узловой для системы железных дорог Черногории.
Изначально железнодорожная станция располагалась неподалёку от Часовой башни в старой части города, её открытие произошло в 1927 году. После Второй мировой войны станцию перенесли на нынешнее местоположение. Последний раз она модернизировалась в 70-х годах XX века, с тех пор облик станции существенно не изменился.
Через Подгорицу проходит три железнодорожные линии:
- Белград — Бар (лидирующая по пассажиропотоку и объёму перевозки грузов);
- Подгорица — Никшич;
- Подгорица — Шкодер (единственная линия, которая соединяет Албанию с железнодорожными системами других стран. Однако, в последнее время движение по ней не производится)[3].

Пассажирские поезда следуют до станций Белград, Бар, Никшич и Биело-Поле.
Станция расположена вблизи автовокзала, имеет выход к остановкам общественного транспорта.
По изначальной задумке, здание вокзала должно было выделено под административные нужды, а пассажирский терминал должен был располагаться в другом здании. Внутри вокзала размещаются билетные кассы, зал ожидания, кафе, стойка информации и туалетные комнаты. Ввиду первоначальной неприспособленности строения под обслуживание пассажиров, качество предоставляемых услуг находится на низком уровне.
Пассажирских платформ на станции 2: боковая и островная. Помимо вокзала на станции расположены ремонтные и грузовые объекты для обслуживания поездов, головные офисы железнодорожных компаний страны и штабы оперативных служб.